# Sopdu

Sopdu (Soped, Sopedu) – egipski bóg, określany jako Pan Wschodu i bóstwo wschodniego pogranicza. 
W zapisie hieroglificznym i wizerunku kultowym przedstawiany w postaci siedzącego sokoła lub jako człowiek z koroną z dwóch piór sokolich i z pasem szesemet. Nierzadko wyobrażany też w postaci azjatyckiego wojownika.
Pierwotnie jako bóstwo lokalne czczony tylko w XX nomie Dolnego Egiptu, później zyskał szersze znaczenie. W epoce Średniego Państwa łączono go z Horusem; jako Har-Sopdu uważany za jego osobną postać w czasach Nowego Państwa. Występuje w Tekstach Piramid, w niejasnym związku z zębami zmarłych
Od jego imienia nazwano miasto Per-Sopdu (dzisiejsze Saft el-Henna).